# Alfred Charpentier (syndicaliste)
Pour les articles homonymes, voir Alfred Charpentier et Charpentier.
Alfred Charpentier (25 novembre 1888 à Montréal, au Québec, au Canada - 13 novembre 1982 dans la même ville) était un maçon et un dirigeant syndical. en 1911, il est devenu président du Syndicat international des briqueteurs.

## Biographie
Il est maçon de 1905 à 1915, puis il devient président du Syndicat international des briqueteurs en 1911.
En 1916, il se consacre au mouvement syndical catholique implanté par des prêtres catholiques. Il oriente ces syndicats vers la défense des intérêts professionnels des travailleurs.
De 1935 à 1946, il est président de la Confédération des travailleurs catholiques du Canada (CTCC), un regroupement de syndicats catholiques. En 1937, il est impliqué dans la grève des travailleurs de la Dominion Textile, la grève des chantiers maritimes de Sorel. Il doit aussi lutter contre les unions industrielles américaines.

## Ouvrage
- Alfred Charpentier, Cinquante ans d'action ouvrière. Les mémoires d'Alfred Charpentier, Presses de l'Université Laval, 1971